# Lindsay Kemp
Lindsay Keith Kemp (Lewis e Harris, 3 maggio 1938 – Livorno, 24 agosto 2018) è stato un coreografo, attore, ballerino, mimo e regista britannico.

## Biografia
Nato sull'Isola di Lewis e Harris e cresciuto nel nord dell'Inghilterra, orfano di padre, disperso in mare nel 1940, sin dall'infanzia s'innamora della danza, del teatro, del cinema, nonostante l'opposizione della madre, che gli darà credito come artista soltanto quando lui otterrà l'esenzione dal servizio militare facendosi credere pazzo.
Terminati gli studi al Bradford College of Arts, si trasferisce a Londra dove frequenta la scuola del Ballet Rambert, quindi si perfeziona con Sigurd Leeder, Charles Wiedman, Marcel Marceau e tanti altri. Particolarmente significativa per Kemp è l'esperienza formativa con il creatore di Bip; dichiarerà infatti in più occasioni che Marceau gli ha "dato le mani", giocando con le parole per indicare sia l'effettiva importanza delle mani nell'arte mimica e nella sua personale interpretazione di essa, sia il pezzo Le mani: importanza che il mimo francese trasmise all'allievo britannico come "dono" tra artisti e maestri nell'arte mimica, che interpretano in modi totalmente differenti la loro arte. Lavora in varie compagnie di danza, teatro, teatro-danza, cabaret, musical, mimo, coreografa perfino spogliarelli, fino a formare nel 1962 la sua prima compagnia, la The Lindsay Kemp Dance Mime Company.

### Gli anni '60
Verso la fine degli anni sessanta continua a sviluppare la propria sintesi fra diversi linguaggi teatrali privilegiando un approccio personale e innovativo alla danza e al teatro, così nel 1968-1969 nasce la prima produzione di Flowers... una pantomima per Jean Gênet, liberamente tratto da Nostra Signora dei Fiori di Jean Genet. Durante gli anni vissuti a Edimburgo (1966-1970) crea per una nuova compagnia le opere Turquoise Pantomime, Crimson Pantomime e Legend.

### Gli anni '70 e '80
Nel 1974 esordisce con una nuova versione di Flowers in un piccolo teatro londinese ottenendo un tale successo che quasi subito deve trasferirsi in un teatro più grande, poi al West End, infine, dopo mesi di trionfo assoluto, a New York On Broadway. Ha così inizio un ventennio ricchissimo di successi che porta Kemp e la sua compagnia in ogni angolo del mondo ma soprattutto in Spagna e in Italia dove, dal 1978 in poi, torna puntualmente.
Precursore di un genere di danza onirico, ricco di contenuti e ispirazione, al limite dell'acrobatico e forte di effetti spettacolari ancorché ottenuti in modo semplice attraverso l'uso sapiente della musica e delle luci, Kemp ha forse ispirato il nascente cirque nouveau ma certamente ha interpretato una delle correnti più fantasiose del teatrodanza europeo, ha reinventato l'arte del mimo e ha influenzato molte compagnie che soprattutto a partire dalla seconda metà degli anni settanta hanno contribuito a rinnovare i fasti della danza classica e contemporanea (Momix, Cripton, ecc.).
È proprio fra gli anni Settanta e Ottanta che Lindsay Kemp lascia un segno indelebile: dapprima con la sua messa in scena dei concerti The Rise and Fall of Ziggy Stardust and the Spiders from Mars del suo allievo David Bowie, una pietra miliare nel genere dell'opera rock, quindi producendo le sue opere più significative e conosciute: il già citato Flowers (nelle versioni del 1968-1969 e del 1974), Sogno di una notte di mezza estate (1980) liberamente tratto dal testo di William Shakespeare, Salomè (1977) da Oscar Wilde, Mr. Punch's Pantomime macabra e divertentissima trasposizione in forma di teatro danza del personaggio di Mr. Punch, Sogno di Nijinscky o Nijinscky il matto (1983) ispirato al grande ballerino russo, The Big Parade (1984, omaggio al cinema muto), Alice ispirato al libro di Lewis Carroll, e Duende, liberamente tratto da El Duende - teoría y juego di Federico García Lorca.
Nel 1975 crea il balletto The Parades Gone By per il Ballet Rambert, e nel 1977-1978 per la stessa compagnia Cruel Garden ispirato a Garcia Lorca, riproposto negli anni successivi dall'English National Ballet, dalla Deutsche Oper di Berlino e dall'Houston Ballet. Nel cinema, oltre ai film di Celestino Coronado Lindsay Kemp Circus e Sogno di una notte di mezza estate, lavora in più film di Ken Russell e Derek Jarman e, in Italia, in Cartoline italiane di Memè Perlini. Innumerevoli i suoi allievi/amici e le sue collaborazioni con David Haughton, attore e scrittore, Jack Birkett e il compositore e autore Carlos Miranda.

### Anni successivi
Negli anni '90 continuano i successi della Linsay Kemp Company: Onnagata (1991), Cenerentola (1994) e Variété (1996) con il cantante sperimentale Ernesto Tomasini. Nel 1993 Kate Bush, che ha cominciato la sua carriera come allieva di Kemp, lo ospita nel video musicale prodotto per il lancio del suo LP The Red Shoes. Sempre negli anni novanta realizza Rêves de Lumière e Dreamdances. Nel 1996 crea e interpreta per la compagnia del Teatro Nuovo di Torino il balletto Sogno di Hollywood. Nel 1995 esordisce nella regia lirica con una versione de Il barbiere di Siviglia che affascina il pubblico e conquista la critica.
Nelle stagioni dal 2005 al 2012 interpreta il ruolo della fata Carabosse ne La bella addormentata del Balletto del Sud con le coreografie di Fredy Franzutti, la collaborazione con la compagnia e con Franzutti continua anche con l'interpretazione del mago Koščej ne L'Uccello di Fuoco nelle stagioni dal 2007 al 2010, gli spettacoli sono stati replicati in diverse tournée italiane. L'ultimo suo spettacolo, Elizabeth (2006), dopo l'esordio in Spagna va in Giappone e segna un ritorno a temi a lui cari.
Dal 2009 inizia la stretta collaborazione con la danzatrice Daniela Maccari, inizialmente chiamata a curare le coreografie dello spettacolo Cinderella. Nascerà così un rapporto di intensa collaborazione e di amicizia destinato a durare sino alla scomparsa di Kemp. Daniela Maccari diverrà la sua prima ballerina, coreografa e collaboratrice costante. Nel 2015, il dipartimento di Nuove Tecnologie dell'Arte dell'Accademia di belle arti di Brera ha consegnato all'artista il Diploma accademico di II livello honoris causa in Arti multimediali interattive e performative. Nel dicembre dello stesso anno Kemp collabora con l'artista Camilla Fascina per la realizzazione del video Time, cover dell'omonimo singolo di David Bowie. 
Dal 19 al 30 settembre 2017 Firenze gli ha dedicato dieci giorni di eventi con mostre di suo disegni, bozzetti di costumi di scena e foto d’archivio, oltre a master class di teatrodanza, incontri col pubblico e una rappresentazione di Kemp Dances, lo spettacolo che con la sua Lindsay Kemp Company porta in tour da due anni.

### Ultimi anni e morte
Kemp non ha mai smesso la sua attività di pittore, allestendo mostre dei suoi dipinti e dei suoi disegni in tutto il mondo, e fino all'ultimo ha insegnato attraverso incontri, conferenze e stage. Kemp, nei primi mesi del 2018, insieme al fotografo Claudio Barontini, progetta una mostra per il Centro Arte Moderna e Contemporanea di La Spezia. L'evento resterà il suo ultimo progetto espositivo e la sua prima esposizione dopo la scomparsa. .
Il 13 giugno 2018 compare nel docu-film di Rai 5/Rai Cultura Bowienext - Nascita di una galassia della regista Rita Rocca. È una delle sue ultime interviste nella quale Kemp racconta gli esordi dell'iconica rock star David Bowie di cui fu amico e maestro di danza. È morto il 24 agosto 2018 a Livorno, città nella quale risiedeva da diversi anni; negli ultimi tempi aveva tenuto corsi di teatro e di danza presso il Teatro Goldoni. L'artista è sepolto nel Cimitero acattolico di Roma.

## Filmografia
- Hamlet at Elsinore - film TV (1964)
- Pierrot in Turquoise or The Looking Glass Murders - cortometraggio TV (1970)
- Vampiri amanti - non accreditato (1970)
- Messia selvaggio (1972)
- The Wicker Man (1973)
- The Stud (1974)
- Sebastiane - non accreditato (1976)
- Valentino (1977)
- Jubilee (1978)
- A Midsummer Night's Dream - film TV (1985)
- Cartoline italiane (1987)
- The Line, the Cross & the Curve - cortometraggio (1993)
- Velvet Goldmine (1998)
- Gota Roja: Lindsay Kemp regia di Pablo Benedetti - cortometraggio (2003)
- Uncommonly Long Instance - cortometraggio (2012)
- Toujours present en nous - cortometraggio (2016)
- BowieNext - Nascita di una galassia, regia di Rita Rocca - documentario TV (2018)
- Kemp. My Best Dance is Yet to Come (2019) di Edoardo Gabbriellini.
- Lindsay Kemp Claudio Barontini. Drawings and photographs regia di Cristiana Cerrini - Art documentary (2020)
- Lindsay Dances - Il teatro e la vita secondo Lindsay Kemp, regia di Rita Rocca - documentario TV (2020)